# حسين كياني
حسين كياني (بالفارسية: حسین کیانی) هو لاعب كرة قدم إيراني في مركز الوسط، ولد في 11 فبراير 1992 في درغز في إيران. شارك مع منتخب إيران تحت 23 سنة لكرة القدم. أما مع النوادي، فقد لعب مع نادي شهر خودرو ونادي مشكي بوشان.